# Kovács Zoltán (pedagógus)
Kovács Zoltán (Kolozsvár, 1949. október 7. –) erdélyi magyar fizikus, fizika-módszertanos, pedagógiai szakíró, egyetemi docens, mozgássérült úszóbajnok, Kovács Kiss Gyöngy férje, Cs. Kovács Katalin testvére, Csomafáy Ferenc unokaöccse.

## Életpályája
Középiskoláit a kolozsvári 3. sz. Líceumban (jelenleg Apáczai Csere János Elméleti Líceum) végezte 1967-ben.
A kolozsvári Babeș–Bolyai Tudományegyetemen fizikát (1972)
és pszichológiát (2007) végzett. 2009-ben a Pécsi Tudományegyetemen elvégezte a pedagógia és a pedagógiai tanári szakot mesteri fokozattal.
Fizikatanár volt Nagyilondán 1972 és 1976 között, majd 1990-ig Kolozsváron tanított előbb a 12. sz. Líceumban (1976–1977), majd a Brassai Sámuel Líceumban.  1990 óta tanított a Babeș–Bolyai Tudományegyetemen, ahol tanársegéd (1990–1992), adjunktus (1992–2013), majd 2013-tól nyugdíjazásáig (2015) docens volt. 2000 és 2006 között a Tanárképző Főosztály magyar tagozatának igazgatója, 2006–2007-ben a magyar tagozat egyik módszertani tanszékének vezetője. 2006-tól óraadó fizikatanárként dolgozott a kolozsvári Református Kollégiumban, pedagógiatanárként pedig az ugyanott működő posztliceális asszisztensképzőben.
1999 és 2008 között évente megszervezte a BBTE pedagóguskonferenciáit.  1993-ban létrehozta a Székely Ferenc-díjat, amelyet tanárok és diákok kaphatnak meg. Rendszeresen támogatta anyagilag a Nyilas Misi Tehetségtámogató Egyesületet. Az EMT természetkutató diáktáboraiban számos alkalommal tartott fizikanapot. A FIRKA  című diáklap, valamint a Practice and Theory in Systems of Education (budapesti Neveléstudományi Egyesület) szaklap szerkesztőbizottsági tagja volt.
1994 és 1996 között az EMT tudományos elnökhelyettese volt.

## Munkássága
Doktori címét 1995-ben Szegeden szerezte (A lézerek és a lézersugár alkalmazásainak tanítása), amelyet 2003-ban honosított Romániában a neveléstudomány területén. Kutatási területe: a tanítás-tanulás.

### Könyvei
- A fizika és a kémia tanítása (Kolozsvár, 2006)
- Fizika 11. oszt. a 2006-os tantervnek megfelelő tankönyv (társszerző, Ábel Kiadó, Kolozsvár, 2006)
- Neveléstudományi kérdések. Szöveggyűjtemény 1 (Kolozsvár, 2007, szerk.)
- Neveléstudományi kérdések. Szöveggyűjtemény 2 (Kolozsvár, 2008)
- A lézerek működési alapjainak és lézersugárzás alkalmazásainak tanítása (Kolozsvár, 2008)
- A kritikai gondolkodás fejlesztése (Kolozsvár, 2009, szerkesztő és szerző)
- Fizika 10. oszt. a 2004-es tantervnek megfelelő tankönyv (társszerző, Ábel Kiadó, Kolozsvár, 2009)
- Fizika másképp • tanároknak • tanulóknak, Ábel Kiadó, Kolozsvár, 2022. 280 oldal. ISBN 9789731142968
- Darvay Béla, Kovács Zoltán, Tellmann Jenő, Lázár József: Fizikapéldatár. Elektromosság, Ábel Kiadó, 2022 ISBN 9789731143088

### Didaktikai videói
A román oktatási minisztérium égisze alatt a kolozsvári televízió Telesuli adásában tartott kétrészes foglalkozás A geometriai fénytan elemei témakörben:
- 1. rész. YouTube
- 2. rész. YouTube

## Tagságok
- Erdélyi Magyar Műszaki Tudományos Társaság
- Az Erdélyi Múzeum-Egyesület alapító tagja[6]
- Eötvös Loránd Fizikai Társulat
- Az Erdélyi református egyházkerület Apafi Mihály egyetemi kollégiumának  kuratóriumi tagja volt.

## Sporttevékenysége
1975-ben Saint-Étienne-ben a mozgássérültek 2. világversenyén (Deuxièmes Jeux Mondiaux des Handicapés Physiques)  gyorsúszásban 100 méteren aranyérmet, 25 méteren ezüstérmet, 50 méter pillangóúszásban pedig bronzérmet szerzett.

## Kitüntetései
- Bay Zoltán-emlékérem (1996)
- Bardócz Lajos-díj, EMT (1999)
- EMT-díszoklevél (2000)
- Varga István-emlékérem (2013)